# Longting (sockenhuvudort i Kina, Jiangxi Sheng, lat 24,65, long 115,61)
Longting (kinesiska: 龙廷, 龙廷乡) är en sockenhuvudort i Kina. Den ligger i provinsen Jiangxi, i den sydöstra delen av landet, omkring 450 kilometer söder om provinshuvudstaden Nanchang. Antalet invånare är 3 906. Befolkningen består av 1 971 kvinnor och 1 935 män. Barn under 15 år utgör 25,0 %, vuxna 15-64 år 63 %, och äldre över 65 år 11,0 %.
Runt Longting är det tätbefolkat, med 397 invånare per kvadratkilometer. Närmaste större samhälle är Liuche, 8,7 km norr om Longting. I omgivningarna runt Longting växer huvudsakligen savannskog.
Genomsnittlig årsnederbörd är 1 982 millimeter. Den regnigaste månaden är maj, med i genomsnitt 404 mm nederbörd, och den torraste är oktober, med 20 mm nederbörd.